# Henrique Froehlich
Dom Henrique Froehlich, S.J. (Santa Cruz do Sul, 22 de novembro de 1919 — Sinop, 28 de dezembro de 2003) foi bispo católico jesuíta brasileiro, emérito da Diocese de Sinop, da qual foi o primeiro bispo, assim como da Diocese de Diamantino, ambas no Estado do Mato Grosso.

## Biografia
Nasceu na comunidade de Cerro Alegre, na zona rual do município de Santa Cruz do Sul, Rio Grande do Sul, sendo o mais jovem de uma família de doze irmãos.
Aos treze anos, ingressou no seminário a convite do pároco local, o jesuíta Félix Darup. Foi ordenado sacerdote pela Companhia de Jesus em 3 de dezembro de 1952.
Foi mandado para o Estado de Mato Grosso, radicando-se inicialmente em Uriati, distante 450 quilômetros da capital, Cuiabá, onde teve seus primeiros contatos com os índios, com os quais desenvolveu seu trabalho como missionário. Tornou-se conhecido por intermediar nos conflitos entre estes e posseiros.
Em 1961, foi enviado para a missão jesuítica de Diamantino, como seu superior.
Em 29 de novembro de 1971, foi designado pelo Papa Paulo VI para substituir Dom Alonso Silveira de Melo à frente da Prelazia de Diamantino, conferindo-lhe a sé titular de Iônio. Sua sagração episcopal ocorreu em sua terra natal, Santa Cruz do Sul, ordenada pelo cardeal-arcebispo Dom Alfredo Vicente Scherer, com auxílio de Dom Antônio Barbosa, bispo de Campo Grande, e de Dom Alberto Frederico Etges, bispo de Santa Cruz do Sul.
Criou as Paróquias de São José do Rio Claro (1975), Denise (1977) e Santo Afonso (1980).
O Papa João Paulo II elevou a Prelazia de Diamantino à condição de diocese pela bula Cum Praelaturae, de 16 de outubro de 1979. Pela bula Quo Aptius, de 6 de fevereiro de 1982, foi criada a Diocese de Sinop, desmembrada da de Diamantino, e para a qual Dom Henrique foi transferido em 25 de março seguinte.
Renunciou ao episcopado em 22 de março de 1995 ao atingir a idade canônica, e permaneceu em Sinop.
Faleceu aos 84 anos de idade, no Hospital Santo Antônio de Sinop, fundado sob sua iniciativa.